# Clair Patterson
Clair Cameron Patterson, född 2 juni 1922 i Mitchellville, Iowa, död 5 december 1995 i Sea Ranch, Kalifornien, var en amerikansk geokemist. Han är mest känd för att år 1956 ha bestämt jordens ålder till fortfarande gällande 4,55 miljarder år +/- 70 miljoner år (senare preciserat av andra till +/- 20 miljoner år). Patterson använde en ny dateringsmetod baserad på blyisotoper (den så kallade bly-bly-metoden). Han utgick från att meteoriterna hade skapats samtidigt som jorden, och använde sin dateringsmetod på en stenmeteorit. Hans siffra var betydligt mer noggrann än tidigare grova uppskattningar.
I samband med försöken hade han märkt att det förekom en mycket stor mängd atmosfäriskt bly som störde mätningarna. Genom studier av borrkärnor från Grönlands inlandsis kunde han visa att bly knappast alls hade förekommit i atmosfären innan 1920-talet då tetraetylbly började användas som tillsats i bensin. Även mätningar på havssediment visade på att tillförda blymängder till havet var betydligt större än tidigare, ca 80 gånger. Han presenterade sina resultat 1965 i Contaminated and Natural Lead Environments of Man. Bilföretaget General Motors försökte stoppa Pattersons forskning och använde sig av läkaren Robert A. Kehoe för att försvara bly som tillsats i bensin. Pattersons arbete och efterföljande kampanj ledde så småningom till en total omvärdering av bly och dess effekter på människan, vilken var fundamental för att bly skulle förbjudas som tillsats i bensin.
Patterson dog till följd av en allvarlig astmaattack.
Asteroiden 2511 Patterson är uppkallad efter honom.